# Все совпадения неслучайны
«Все совпадения неслучайны» (англ. Disclaimer) — американский мини-сериал в жанре триллер, снятый Альфонсо Куароном по роману-бестселлеру Рени Найт «Все совпадения случайны» (2015). Премьера сериала состоялась на Венецианском кинофестивале в сентябре 2024 года. Начало показа стартовало 11 октября 2024 года на платформе Apple TV+.

## Сюжет
Известная тележурналистка обнаруживает, что она является центральным персонажем романа, раскрывающего тайну, которую она пыталась скрыть.

## В ролях
- Кейт Бланшетт — Кэтрин Рейвенскрофт
- Лейла Джордж — Кэтрин в молодости
- Кевин Клайн — Стивен Бригсток
- Саша Барон Коэн — Роберт Рейвенскрофт
- Коди Смит-Макфи — Николас Рейвенскрофт
- Чон Хоён — Ким, ассистентка Кэтрин
- Луи Партридж — Джонатан Бригсток
- Лесли Мэнвилл — Нэнси, покойная жена Стивена
- Лив Хилл — Саша
- Джемма Джонс — Хелен, мать Кэтрин страдающая деменцией

## Производство
В декабре 2021 года было объявлено, что компания Apple TV+ заказала сериал, сценаристом и режиссёром которого выступит Альфонсо Куарон, а главные роли исполнят Кейт Бланшетт и Кевин Клайн. Операторами сериала выступят Эммануэль Любецки и Бруно Дельбоннель. В феврале 2022 года к актерскому составу присоединился Коди Смит-Макфи, а Саша Барон Коэн начал переговоры о роли. Коэн был утвержден в следующем месяце, также роль получила Чон Хоён. В мае к актёрскому составу присоединится Луи Партридж, а в следующем месяце — Лесли Мэнвилл. В октябре появилась информация, что одну из второстепенных ролей исполнит Лейла Джордж. Съёмки сериала стартовали в июне 2022 года и завершились в феврале 2023 года.

## Список эпизодов
| № | Название | Режиссёр        | Автор сценария  | Дата премьеры    |
| --- | -------- | --------------- | --------------- | ---------------- |
| 1 | «I»      | Альфонсо Куарон | Альфонсо Куарон | октябрь 11, 2024 |
| Известная документалистка Кэтрин Рэйвенскрофт получает посылку с книгой «Идеальный незнакомец». Ужаснувшись ее содержанию, Кэтрин пытается сжечь книгу даже не дочитав ее до конца, и говорит своему мужу Роберту, что ей кажется она прислана ей в наказание. Флэшбэки показывают, что книгу Кэтрин прислал Стивен Бригсток, учитель на пенсии, скорбящий о смерти своей жены Нэнси и сына Джонатана. Стивен находит рукопись книги в вещах Нэнси, а также коллекцию фотографий, сделанных Джонатаном во время его поездки в Италию за 20 лет до этого, среди которых есть эротические снимки юной Кэтрин. Стивен публикует книгу и посылает ее Кэтрин в качестве мести за смерть Джонатана, ответственность за которую он возлагает на нее. В другой серии флешбэков 2001 года Джонатан приезжает в Италию со своей девушкой Сашей, которая внезапно уезжает, узнав, что ее тетя погибла в автокатастрофе. Оставшись один, Джонатан приходит на пляж, где впервые замечает и тайком фотографирует Кэтрин. |          |                 |                 |                  |
| 2 | «II»     | Альфонсо Куарон | Альфонсо Куарон | октябрь 11, 2024 |
| Стивен навещает замкнутого и своенравного сына Кэтрин Николаса в универмаге, где тот работает, чтобы между делом передать ему экземпляр «Идеального незнакомца». В другом флешбэке Кэтрин навещает умирающая от рака Нэнси, которая обвиняет Кэтрин в смерти Джонатана. Она требует встречи с Николасом, говоря Кэтрин, что его не было бы в живых, если бы не Джонатан; Кэтрин ей отказывает и в панике ее покидает. Уже в настоящем Стивен через его секретаря доставляет в офис Роберта копию книги, куда также вложены копии фотографий Джонатана. Роберт с отвращением узнает на фотографиях период их с Кэтрин отпуска в Италии 20 лет назад. Роберт предъявляет фотографии Кэтрин, считая, что у нее был роман после того, как его вызвали из отпуска на работу. Кэтрин в слезах говорит, что человек, сделавший эти фотографии, умер. Роберт не успевает ничего толком выяснить, поскольку она выбегает из дома с книгой и уезжает.                                                                 |          |                 |                 |                  |
| 3 | «III»    | Альфонсо Куарон | Альфонсо Куарон | октябрь 18, 2024 |
| 4 | «IV»     | Альфонсо Куарон | Альфонсо Куарон | октябрь 18, 2024 |
| 5 | «V»      | Альфонсо Куарон | Альфонсо Куарон | октябрь 25, 2024 |
| 6 | «VI»     | Альфонсо Куарон | Альфонсо Куарон | ноябрь 1, 2024   |
| 7 | «VII»    | Альфонсо Куарон | Альфонсо Куарон | ноябрь 8, 2024   |

## Отзывы критиков
Рейтинг сериала на сайте-агрегаторе Rotten Tomatoes составляет 76% со средней оценкой 7,4/10 на основе 100 обзоров. Консенсус критиков гласит: «Высокоинтеллектуальный продукт созданной талантливой командой мечты, который, в то же время, не чурается „бульварных“ компонентов, „Disclaimer“ — это увлекательная головоломка, которая стоит потраченного на неё времени». Оценка проекта на сайте Metacritic составляет 72 балла из 100 на основе 8 рецензий, что приравнивается к «в целом положительному» статусу. Обозреватель IndieWire назвал сериал «Хитроумным психологическим триллером с неожиданными сюжетными поворотами», подчеркнув, что «в нём есть все для идеального развлечения». По мнению рецензента журнала Time: «История вдумчивая, тревожная, захватывающая. Местами сериал просто ошеломляюще хорош». Редакция портала JoBlo’s Movie Network провозгласила сериал шедевром повествования: «Он станет не только лучшим сериалом 2024 года, но и одним из лучших телесериалов в истории». Между тем, обозреватель Deadline Hollywood посетовал, что «Если вы ожидаете невероятную оригинальность, то [нарратив сериала] вас разочарует», а рецензент The Daily Telegraph заявил: «Сериал наглядно демонстрирует, почему раздутое авторское кино – это плохо. Слишком длинный, претенциозный и местами нелепый». Схожее мнение выразил рецензент портала Союз, отметив отсутствие в сериале «захватывающего, бодрого сюжета», однако подчеркнув, что «эта камерная история […] точно растрогает и зацепит выверенной атмосферой таинственности. […] Куарон снял […] крепкую драму, которая умело маскируется под триллер. Простим ему столь соблазнительный обман».